# Bibio peruvianus
Bibio peruvianus är en tvåvingeart som beskrevs av Edwards 1935. Bibio peruvianus ingår i släktet Bibio och familjen hårmyggor.
Artens utbredningsområde är Peru. Inga underarter finns listade i Catalogue of Life.